# スービック・ベイ国際空港
スービック・ベイ国際空港（英: Subic Bay International Airport）は、フィリピンのルソン島、サンバレス州スービック経済特別区にある国際空港である。
かつてのキュービポイント米海軍航空基地が返還された事により民間空港として利用されている。

## 就航航空会社
- Pacific Pearl Airways チャーター便のみ（セブ島、アクラン、プエルト・プリンセサ、ソウル（仁川））

貨物輸送のフェデックスがアジア地区の拠点空港としていたが、中国の広州白雲国際空港に移転するために2009年2月6日にハブ（拠点）を閉鎖している。

## 事故
- 1999年10月17日 - 上海虹橋国際空港からスービック・ベイ国際空港へ向かっていたフェデックス・エクスプレス87便（MD-11F）がスービック・ベイ国際空港への着陸時に滑走路をオーバーランした。乗員2人は生き残ったが、機体は全損扱いとなった。